# Contropotere
I Contropotere erano una band italiana di musica hardcore punk fondata a metà degli anni ottanta. Furono esponenti di quello che fanzine e riviste come Maximumrocknroll definirono Italian hardcore a cui sono riconducibili gruppi come Impact, i Raw Power, Negazione, Indigesti, Peggio Punx, Wretched ed altri.

## Storia del gruppo
I Contropotere nascono nel 1985 dall'incontro dei membri degli "Elettrokrazia" di Napoli e dei "Link Larm" di Padova. Il gruppo, formato originariamente da Lucia V. (voce), Adriano o BK (tastiere) e Alli  (batteria), si incontra in provincia di Venezia e di li a poco pubblica il primo album autoprodotto su cassetta dal titolo È arrivato Ah Pook con Andrea "Ash" al basso e Billy alla chitarra (il pezzo "Chiusi in gabbia" è una sua idea). Il disco era un omaggio allo scrittore statunitense William Seward Burroughs.
Nel 1988 i Contropotere in un periodo di vita a Bologna pubblicano il loro primo LP dal titolo Nessuna speranza, nessuna paura, uscito per l'etichetta bolognese Attack Punk Records di Jumpy Velena e dei RAF Punk. Il disco, contrariamente agli standard del genere, vede brani anche di 7/8 minuti con sperimentazioni ritmiche, sonore, atmosfere e melodie orientaleggianti, parti di pianoforte e Buzuki. In questo lavoro entra al basso Cesare Minardi "Cjsj" e alla chitarra Ciro, mentre tutte le sperimentazine sonore nascono in collaborazione con Gaetano Pellino, sound engineer creativo e visionario. A questo punto decidono di creare una base comune (con sala prove e laboratorio di stampa) a Napoli.
Nel 1991 esce per la tedesca Skuld releases Il seme della devianza e nel 1992 esce per la stessa etichetta l'EP su 7" Solo selvaggi. Dopo il tour europeo che seguì al disco il gruppo autoprodusse su cassetta i live Live Juz Nagold, 21.5.93 Munchen, 22.5.93.
Dal 1990 in poi il chitarrista che resterà componente fisso dei Contropotere è Andrea D e al basso si alterneranno Valeria e Cesare .
Nel 1994 il gruppo pubblica con il nome CP/01 l'album dal titolo Cyborg 100%, che segnò una svolta nel sound della band mescolando le diverse attitudini dei componenti. In seguito a questo lavoro la band si sciolse.

### Dopo i Contropotere
Nel 1997 Lucia V. partecipa all'album Mundana Humana Instrumentalis degli Argine. Nel 1998 partecipa al film Teatro di guerra di Mario Martone e in una scena del film canta il brano "Sarajevo", brano dell'ultimo lavoro del 1994 "Cyborg 100%" con i Contropotere.
Alli dopo lo scioglimento dei Contropotere nel 1996 forma la band King Kong Party, una formazione percussiva elettronica "Arcaico Futurista" dove batteria e djembè vengono "triggerati" e collegati a campionatori esibendosi in rave party e centri sociali in serate Techno. Nel 1997 conosce a Milano lo scenografo e scultore inglese Joe Rush (uno dei fondatori della Mutoid Waste Company) ed inizia con lui la creazione di uno spettacolo sul tema della realtà virtuale dal nome Total Reality, di cui sarà, insieme ad alcuni percussionisti e al live set di BK Bostik (Tastierista e Produttore dei Contropotere), l'autore delle colonne sonore. Collabora poi con diversi DJ usando la Virtual Drum, uno strumento di nuova generazione che riproduce i suoni delle migliori batterie acustiche e di set elettronici. Collabora come batterista in formazioni di sperimentazione sonora tra cui i TV Dinner di Giacomo Di Martino e Saro Cosentino e il gruppo di lavoro "Albergo Intergalattico Spaziale" con Terra Di Benedetto con "L'alchimia del Verbo: Appunti per uno studio sulla musicalità dei versi di Arthur Rimbaud". Nel 2008 collabora come batterista con "IlcompleannodiMary" nel lavoro intitolato "Hollywood's song", che vede nella perizia musicale di Mino Di Martino (indimenticato componente storico dei Giganti ed anche musicista d'avanguardia) e in quella di Maddalena Bianchi (autrice e coautrice), gli elementi di spicco dell'ensemble. Fra gli special guest dell'album si segnalano il bassista Ares Tavolazzi, Saro Cosentino e Marco Guarnerio.
BK Bostik dalla scena punk passa ai Rave Party suonando con drum machine, campionatore e tastiera. Ha prodotto Video e Cortometraggi. Ha lavorato insieme ad Alli Papes allo spettacolo "Total Reality" con Joe Rush e ha aperto un locale con spettacoli musicali e live set a Procida
Cesare ha lavorato e vissuto con la Mutoid Waste Company e ha continuato a suonare con Alli per la preparazione di un nuovo progetto musicale.

## Formazione
- B.K.Bostik - Tastiere, sintetizzatori, campionamenti
- Lu - Lucia - voce solista, testi, suona il flex, live|performer
- Alli - batteria-percussioni-cori

### Altri componenti
- Billy - chitarra
- Andrea D- chitarra
- Ciro - chitarra
- Andrea - ASH - basso
- Valeria - basso seconda voce
- Cesare "Cjzj" -basso-chitarra
- Lavinia - performer seconda voce
- Riccardo - Mixerista
- Anja - performer-autista

## Discografia
- 1986 - È arrivato Ah Pook (Cassetta, Autopruduzione)
- 1988 - Nessuna speranza, nessuna paura (Lp, Attack Punk Records)
- 1990 - Il seme della devianza (Lp, Skuld)
- 1992 - Quello che hai (Ep, Skuld)
- 1994 - Cyborg 100% (CD)